# Campeonato europeo de hockey sobre patines masculino de 2012
El Campeonato europeo de hockey sobre patines masculino de 2012 fue la edición 50 del Campeonato europeo de hockey sobre patines masculino, una competición bienal de hockey sobre patines entre selecciones nacionales supervisado por el Comité Europeo de Hockey sobre Patines. Tuvo lugar en el Pavilhão Municipal Rota dos Móveis de la ciudad Paredes de Tâmega (Portugal) del 9 al 15 de septiembre de 2012. La selección española ganó su séptimo título europeo consecutivo.

## Equipos participantes
|            |
| Portugal   |
| España     |
| Francia    |
| Suiza      |
| Italia     |
| Inglaterra |
| Alemania   |

## Torneo
| Equipo     | Pts | PJ | PG | PE | PP | GF | GC | DG  |
| ---------- | --- | -- | -- | -- | -- | -- | -- | --- |
| España     | 18  | 6  | 6  | 0  | 0  | 45 | 6  | +39 |
| Portugal   | 15  | 6  | 5  | 0  | 1  | 49 | 11 | +38 |
| Italia     | 12  | 6  | 4  | 0  | 2  | 25 | 12 | +13 |
| Francia    | 9   | 6  | 3  | 0  | 3  | 22 | 23 | -1  |
| Suiza      | 6   | 6  | 2  | 0  | 4  | 19 | 16 | +3  |
| Alemania   | 3   | 6  | 1  | 0  | 5  | 12 | 29 | -17 |
| Inglaterra | 0   | 6  | 0  | 0  | 6  | 4  | 79 | -75 |

## Resultados
| Fecha      | Partido    | Partido | Partido    | Resultado |
| ---------- | ---------- | ------- | ---------- | --------- |
| 09.09.2012 | España     | -       | Alemania   | 7-0       |
| 09.09.2012 | Inglaterra | -       | Italia     | 0-9       |
| 09.09.2012 | Portugal   | -       | Suiza      | 3-1       |
| 10.09.2012 | Alemania   | -       | Inglaterra | 6-1       |
| 10.09.2012 | España     | -       | Italia     | 2-0       |
| 10.09.2012 | Francia    | -       | Portugal   | 3-7       |
| 11.09.2012 | Suiza      | -       | Francia    | 2-3       |
| 11.09.2012 | Inglaterra | -       | España     | 1-21      |
| 11.09.2012 | Portugal   | -       | Italia     | 3-0       |
| 12.09.2012 | Suiza      | -       | Inglaterra | 13-0      |
| 12.09.2012 | Italia     | -       | Alemania   | 6-2       |
| 12.09.2012 | España     | -       | Francia    | 4-1       |
| 13.09.2012 | Alemania   | -       | Suiza      | 0-2       |
| 13.09.2012 | Francia    | -       | Italia     | 4-6       |
| 13.09.2012 | Inglaterra | -       | Portugal   | 1-23      |
| 14.09.2012 | Francia    | -       | Inglaterra | 7-1       |
| 14.09.2012 | Suiza      | -       | España     | 0-6       |
| 14.09.2012 | Portugal   | -       | Alemania   | 9-1       |
| 15.09.2012 | Alemania   | -       | Francia    | 3-4       |
| 15.09.2012 | Suiza      | -       | Italia     | 1-4       |
| 15.09.2012 | España     | -       | Portugal   | 5-4       |

| España                     |
| Campeón España 16.o título |

## Clasificación final
| 1. España     |
| 2. Portugal   |
| 3. Italia     |
| 4. Francia    |
| 5. Suiza      |
| 6. Alemania   |
| 7. Inglaterra |